# Hermandad de Jesús de Medinaceli (Ocaña)
La Hermandad de Jesús de Medinaceli es una cofradía de culto católico dedicada al Cristo de Medinaceli y instaurada Ocaña (Toledo), con sede canónica en la Iglesia Parroquial de San Juan Bautista.
Realiza una estación de penitencia que pretende representar la lección que dio Cristo el Jueves Santo. Los hermanos muestran sobre sus hombros cruces y seis pasos donde se ven reflejados plásticamente los misterios dolorosos del Santo Rosario, desde el beso de Judas hasta el descendimiento de Cristo de la Cruz para ser depositado en el regazo de la madre dolorosa que le espera con los brazos abiertos.

## Historia

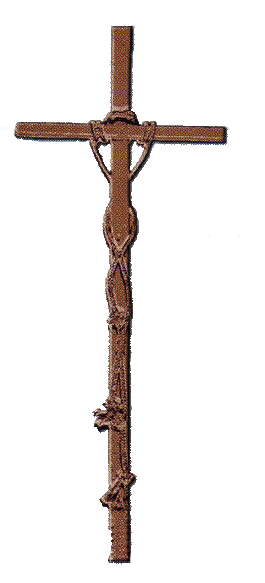
Emblema: está representado por una cruz latina y entrelazado en ella un cíngulo de pita, distintivos peculiares de penitencia.

Fundada en 1963 con la finalidad de crear una Hermandad de Penitencia. Canónicamente, es constituida en 1989.
La fundación de esta hermandad, una de las más jóvenes de la Semana Santa en Ocaña, se debió al fervor que los jóvenes ocañenses tenían hacia la imagen de Nuestro Padre Jesús de Medinaceli.
El Jueves Santo del año 1963 procesionaron por primera vez sesenta y tres hermanos con túnica marrón carmelita, cuando actualmente la hermandad cuenta entre sus filas con más de mil cien hermanos. La idea fundacional de esta hermandad, que era la de representar en procesión los misterios dolorosos del santo rosario, tuvo que esparar unos años más para verse realizada. Originalmente, la hermandad procesionaría con varias imágenes, siendo la principal la del titular, Nuestro Padre Jesús de Medinaceli, residente en la Iglesia Conventual de Santa Clara de RR.MM. Clarisas, quienes cedían la imagen para que procesionara el Jueves Santo. Junto a él procesionaría el Cristo Atado a la Columna, residente en la Iglesia Parroquial de Santa María de la Asunción. Es en 1965 cuando la hermandad adquiere los pasos de El Beso de Judas y La Caída. En 1968, se adquiere el paso del Descendimiento y posteriormente, en el año 1986, los RR.PP. Dominicos, ceden el paso de La Crucifixión, con lo que la idea fundacional quedaba hecha realidad.
Su gran patrimonio lo culmina, en 1983, la adquisición de las andas con las que actualmente procesiona Nuestro Padre Jesús de Medinaceli, diseñadas y confeccionadas por el escultor Luis Marco Pérez en 1952. Desde 1980, todo el patrimonio de la hermandad estaba confiado en el convento de Santo Domingo de Guzmán de RR.PP. Dominicos hasta que en 1990, lo trasladan a la capilla de Santa Ana, en la Iglesia Parroquial de San Juan Bautista.
|                   |
| El Beso de Judas. |

|                 |
| La Flagelación. |

|           |
| La Caída. |

|                 |
| La Crucifixión. |

|                    |
| El Descendimiento. |

## Hábito

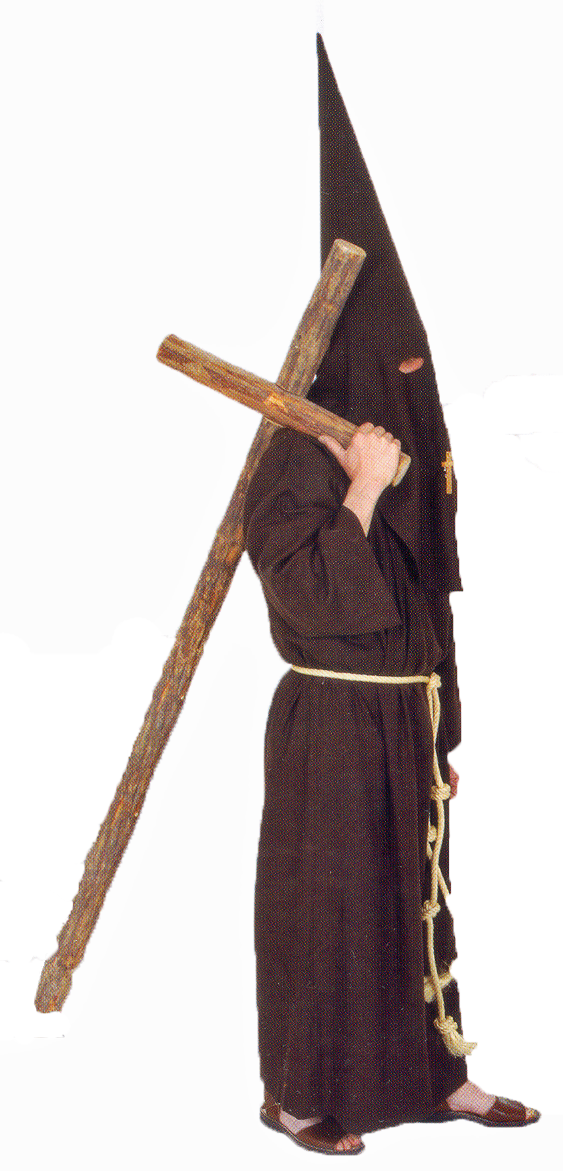
Hábito de la Hermandad de Penitencia de Ntro. Padre Jesús de Medinaceli.

Túnica y capuz de tergal en color marrón carmelita, con cíngulo de pita con nudos alternados. Cubren sus pies con sandalias marrones sin calcetines.

## Sitios de interés
- Plaza Mayor. El Jueves Santo, las filas de hermanos rodean todo el perímetro de la Plaza Mayor y los pasos se sitúan a ambos costados de la imagen de Nuestro Padre Jesús de Medinaceli, custodiándola. Esta última se sitúa de cara a los fieles y es entonces cuando tiene lugar el sermón de penitencia.
- Iglesia Conventual de Santa Clara. A pesar de las altas horas de la madrugada del Jueves Santo, el momento en el que Nuestro Padre Jesús de Medinaceli entra en el templo bajo los acordes del Himno Nacional, es seguido por un gran número de devotos.

## Actividades
Los Viernes de cuaresma, Nuestro Padre Jesús de Medinaceli está expuesto en su capilla de la Iglesia Conventual de Santa Clara para realizar el besapiés por parte de los devotos. La primera semana de marzo se realiza el Quinario en honor a Nuestro Padre Jesús de Medinaceli, situándose la imagen en el altar mayor. El Martes Santo, una vez finalizado el traslado procesional y en la Iglesia Parroquial de San Juan Bautista, tiene lugar el acto de bienvenida a los nuevos hermanos, entregándoles la cruz (distintivo de la hermandad), los estatutos y los Santos Evangelios. La hermandad organiza y celebra los Oficios del Jueves Santo en la Iglesia Conventual de Santa Clara.

## Curiosidades
- El Martes Santo, un piquete de la Compañía de la Guardia Civil de Ocaña escolta a Nuestro Padre Jesús de Medinaceli todo el itinerario procesional.
- El Jueves Santo, los hermanos cargan en sus hombros cruces de madera. Los hermanos que hayan realizado cualquier tipo de ofrecimiento a Nuestro Padre Jesús de Medinaceli, procesionan descalzos, con cadenas atadas a sus pies y con cruces de mayores dimensiones y peso que las anteriores.
- El 2 de julio de 1983 se adquieren las andas que hoy en día luce Nuestro Padre Jesús de Medinaceli, procedentes de la Hermandad de Ntro. Padre Jesús Nazareno del Puente de Cuenca.
- En 1997, se procede al hermanamiento con la Hermandad de la Santa Mujer Verónica debido a que compartían parte del claustro del Convento de Santo Domingo de Guzmán durante la mañana de Jueves Santo para preparar sus pasos. Debido a este hermanamiento, una representación de cada hermandad procesiona en el itinerario de la otra el Martes y Miércoles Santo.
- El 5 de octubre de 2008 se procedió al hermanamiento con la Archicofradía de Jesús de Medinaceli de Madrid.
- En Navidad, la hermandad reparte tarjetas en blanco por los centros educativos de Ocaña para que se encarguen de decorarlas los alumnos de religión. Dichas tarjetas se recogen posteriormente y se reparten por las residencias de la tercera edad de la Mesa de Ocaña.
- En 2013, la hermandad celebra el Cincuentenario de su fundación.